# 松野莉奈
松野莉奈（日语：松野 莉奈，1998年7月16日—2017年2月8日，本名與藝名相同）是日本偶像及女子偶像組合私立惠比壽中學前成員，所屬經紀公司為星塵傳播。她也是DefSTAR Records及SME Records唱片公司的旗下藝人。雜誌《LARME》專屬模特兒。2017年2月8日凌晨5時，被發現陳屍家中，經解剖檢驗後，確定其死因为心律不齐。

## 人物
- 興趣是甜點製作及畫圖。
- 是家中的獨生女。父親是廚師，母親是甜點師傅。
- 專長是游泳及柔軟體操。
- 自我介紹的台詞是（我〔松〜野〜〕是莉奈〔此時會播放女子團體Aming的歌曲「（等你啊）」〕。外表看似大人，內心永遠像小孩一樣純真。我是學號9號的松野莉奈）。
- 曾為Mini Cheer Bears（日语：みにちあ☆ベアーズ）成員。
- 高中入學時就立下未來要繼續念大學的志向。
- 生前曾是Flower的粉絲[1]。

## 經歷
- 1998年7月16日出生於東京都，7歲時在表參道被星探發掘，成為星塵傳播旗下藝人。

- 2010年5月22日與星名美怜（日语：星名美怜）、小池梨緒、鈴木裕乃（日语：鈴木裕乃）加入私立惠比壽中學，於2012年5月5日正式出道，學號9號（加入時為12號），代表色為藍色。加入私立惠比壽中學前為Mini Cheer Bears（日语：みにちあ☆ベアーズ）成員。

- 2015年底，松野莉奈接受雜誌《B.L.T》訪問時曾提到自己從小就體弱多病，3歲時曾因痙攣差點夭折，高中入學的健康檢查中也確認患有心律不整[2]。

- 2017年2月7日，私立惠比壽中學在大阪舉辦演唱會，松野莉奈則因身體不適返家休養。

- 2月8日凌晨5點，家人發現其神色有異，急召救護車將她送醫，到院前已無生命跡象，得年18歲[3]。曾有網友猜測她疑似因過勞或病毒性急性腦炎喪命，但很快就遭到經紀公司否認，官方Twitter第一時間也沒發佈松野莉奈的死訊，僅宣傳其他成員參加的活動，引起粉絲不滿[4]，官網則暫時關閉，於當日傍晚恢復營運。

- 2月10日，私立惠比壽中學官網發表其死因為致命性心律不整，暫無過勞等說法。官方原本預定2月至4月初舉辦的活動都一併取消（包括2月18日的台灣演唱會），只有柏木日向的生日演唱會延期至6月7日[5]。

- 2月14日，官方於部落格發文，經紀人與成員拜訪松野家，向松野的父母親表達對莉奈的思念之情。松野的父親以「女兒加入蝦中後就變了。所有的事情她都能做到最好。這對她來說是個很好的經驗（娘がエビ中に入って変わった。いろいろなことができるようになった。良い経験をさせてくれた）」表達對團體的感謝之意[6]。其他成員也於部落格發文悼念，回憶與她共度的時光，其中廣田愛佳透露在松野莉奈病逝前一天，兩人曾傳過簡訊，最後還在文末表白：「りななん，謝謝你，最愛你了，真的，好愛你。」[7]

- 2月18日，私立惠比壽中學台灣演唱會取消，台灣、日本、香港粉絲在其表演地點臺北Legacy獻花悼念。

- 2月25日，松野莉奈的追思會於橫濱國際平和會議場舉辦[8]，全日累計約2萬人進場悼念，包括松野莉奈所屬組合私立惠比壽中學及前輩桃色幸運草Z。

- 4月1日傍晚，官方正式宣布將其列為畢業成員，移除其在官網上的個人資料。蝦中以7人體制繼續活動，直至廣田愛佳宣布於2018年初离團。

- 7月16日，松野莉奈個人寫真集《Rina》於莉奈的19歲冥誕當天發售。

- 2018年2月8日，松野莉奈於2017年2月3日最後拍攝的影片於蝦中官方Twitter公開，此時也正好是她死後一周年。[9]

## 唱片
參看私立惠比壽中學唱片列表。

## 演出作品

### 戲劇
- 下北サンデーズ 第8話（2006年8月31日、テレビ朝日）
- 役者魂! 第1話（2006年10月17日、フジテレビ）小学生の瞳美 役

### 電影
- 1303号室（2007年10月27日、スリー・ジー・コミュニケーションズ、監督：及川中）
- 短編映画集男たちの詩「灯台」（2008年9月6日、アドビジョン、監督：中野裕之）
- ジョーカーゲーム 脱出（2013年8月17日、AMGエンタテインメント） - 島本紀子 役。

### 電視廣告
- 日本マクドナルド「ハッピーセット（2006年3月 - 12月）
- 住友生命保険相互会社「四葉のクローバー」篇（2006年5月13日 - ）
- 三菱自動車 デリカ（2007年5月 - ）
- ミサワホーム（2007年4月 - 2008年4月）
- Panasonic VIERA（2007年8月 - 2008年2月）

### 其他
- 槙原敬之feat.KURO from HOMEMADE家族「ほんの少しだけ」PV
- OCN TODAY 今日の美少女写真Vol.54
- 三越伊勢丹 STRAWBERRY STYLE BOOK 2015

## 外部連結
- 星塵傳播藝能3部網站內的松野莉奈個人資料 （页面存档备份，存于）（日語）
- rinanan的Instagram帳戶（日語）
- 松野莉奈在互联网电影资料库（IMDb）上的資料（英文）
- みに★ログ（日語）
- #松野莉奈 （页面存档备份，存于） 網誌（日語）
- YouTube上的【私立恵比寿中学】松野莉奈vol.1【出席番号9番】 — 松野莉奈的映像簡介，收錄於2011年的『Kawaii Girl Japan』